# Pyrausta subgenerosa
Pyrausta subgenerosa là một loài bướm đêm trong họ Crambidae.